# Юнгер Олена Володимирівна
Олена Володимирівна Юнгер (3 травня 1910, Санкт-Петербург, Російська імперія — 4 серпня 1999, Санкт-Петербург, Росія) —  радянська і  російська актриса театру і кіно, народна артистка РРФСР (1957). Одна з провідних актрис  Театру Комедії (1936–1999).

## Фільмографія
1. 1934 — Селяни / Крестьяне — Варвара Нечаєва, головна роль
2. 1937 — Великі крила / Большие крылья — Люба, дружина Кузнєцова
3. 1940 — Приятелі / Приятели — вчителька
4. 1947 — Попелюшка / Золушка — Анна
5. 1954 — Герої Шипки / Герои Шипки  — епізод, немає в титрах
6. 1955 — Овід / Овод — Юлія
7. 1956 — Софія Ковалевська / Софья Ковалевская — Софія Ковалевська, головна роль
8. 1961 — Строкаті розповіді / Пёстрые рассказы — пані Н. Н.
9. 1966 — Перше кохання / Первая любовь — Марія Миколаївна
10. 1984 — Нехай цвіте іван-чай / Пусть цветет иван-чай — Олександра Петрівна
11. 1989 — Анна Петрівна / Анна Петровна  — Анна Петрівна, головна роль
12. 1990 — Зимова вишня 2 / Зимняя вишня 2  — свекруха
13. 1992 — Жорстокий попит / Жёсткий спрос
14. 1992 — Мана — Графиня
15. 1995 — Класна дама / Классная дама — директор пансіону
16. 1995 — Зимова вишня (серіал) — свекруха

## Нагороди та звання
- Заслужена артистка РРФСР (5 лютого 1946 року)
- Народна артистка РРФСР (22 червня 1957 року)
- Орден «Знак Пошани» (1 червня 1940 року)
- Медаль «За оборону Ленінграда» (1945)
- Лауреат  Царскосельскої мистецької премії (1998 рік)